# Dornier D.I
Der Dornier D.I war ein Jagdflugzeug der Zeppelin Werk Lindau GmbH (ZWL), eine Gesellschaft im Zeppelin-Konzern, deren Geschäftsführer Dornier war. Der Erstflug erfolgte am 4. Juni 1918, zu einem Einsatz im Ersten Weltkrieg kam es nicht mehr.

## Beschreibung
Für seine Zeit war das Konzept als einer der wenigen freitragenden Doppeldecker sehr fortschrittlich. Die obere Tragfläche war ohne Spanndrähte mit vier Streben am Rumpf befestigt. Das Flugzeug war mit glattem Duralumin verkleidet, nicht gewellt wie damals bei vergleichbaren Typen. Ursprünglich hatte es einen Mercedes-D-III-Motor und als Bewaffnung zwei 7,92-mm-Maschinengewehre LMG 08/15.
Der Rumpf war in Ganzmetall-Schalenbauweise ausgeführt, die Tragflächen zu zwei Drittel mit Duralumin beplankt, vom Hinterholm bis zu Hinterkante mit Stoff bespannt; Leitwerk in Normalbauweise, Seitenleitwerk mit Metall beplankt, der Rest stoffbespannt. Das Fahrwerk war  starr mit verkleideten Streben, durchgehender Achse und einem Hecksporn.
Nicht nur hohe Offiziere der deutschen Fliegertruppe, sondern auch einige Piloten misstrauten dem Flugzeug wegen der „zu modernen“ Konstruktion. Obwohl nicht in der offiziellen Liste der Teilnehmer am zweiten D-Flugzeug-Wettbewerb in Adlershof im Sommer 1918, wurde die Zeppelin D.I mit anderen Mustern durch Frontpiloten erprobt. Ausgerüstet mit einem Mercedes-D-III-Motor, wurde die Maschine von Hpt. Wilhelm Reinhard geflogen, der damit im Juli 1918 tödlich abstürzte. Ein anderes Flugzeug mit einem BMW-IIIa-Motor flog im dritten Wettbewerb (der nur für Typen mit BMW-Motoren ausgetragen wurde). Die Flugleistung war enttäuschend, sieben andere Muster waren schneller.
Nach dem Krieg wurden zwei Do D.I in die USA verfrachtet, eine wurde vom Army Air Corps, die andere von der Marine getestet. Eine weitere verblieb im Dornier-Firmenmuseum und wurde dort während des Zweiten Weltkrieges bei Bombenangriffen zerstört.

## Technische Daten
| Kenngröße             | Daten                                |
| --------------------- | ------------------------------------ |
| Besatzung             | 1                                    |
| Länge                 | 6,40 m                               |
| Spannweite            | 7,80 m                               |
| Flügelfläche          | 18,60 m2                             |
| Antrieb               | 1 × BMW IIIa mit 185 PS (ca. 140 kW) |
|                       | Zweiblatt-Holzluftschraube           |
| Leermasse             | 725 kg                               |
| Nutzlast              | 160 kg                               |
| Startmasse            | 885 kg                               |
| Höchstgeschwindigkeit | 200 km/h                             |
| Dienstgipfelhöhe      | 8100 m                               |
| Flächenbelastung      | 47,5 kg/m2                           |
| Leistungsbelastung    | 4,78 kg/PS                           |